# 须一瓜
须一瓜（1960年代—），本名徐萍，女，汉族，中国作家，華語文學傳媒大獎年度最具潛力新人獎得主。现任中国作家协会全国委员会委员。